# Not Over You Yet
«Not Over You Yet» (с англ. — «Ещё не забыла тебя») — песня, записанная американской певицей Дайаной Росс для её двадцать первого студийного альбома Every Day Is a New Day. Авторами песни стали Малик Пендлетон и Кеннет Келли.
Ремикс песни от Брайана Ролинга и Марка Тейлора был выпущен как третий сингл с альбома в Европе в 1999 году. Песня стала хитом, войдя десятку лучших в Венгрии, Шотландии и Великобритании. В поддержку сингла также был снят видеоклип.

## Чарты
| Чарт (1999)                                | Пиковая позиция |
| ------------------------------------------ | --------------- |
| Бельгия/Фландрия (Ultratip Bubbling Under) | 3               |
| Европейский союз (Eurochart Hot 100)       | 40              |
| Германия (GfK)                             | 67              |
| Венгрия (Mahasz)                           | 6               |
| Нидерланды (Single Top 100)                | 74              |
| Шотландия (OCC Scotland)                   | 9               |
| Великобритания (OCC UK Singles)            | 9               |